# Revolutionaire Strijdkrachten van Colombia

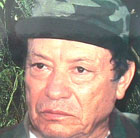
Oprichter en leider van de FARC tot 2008, Manuel Marulanda Vélez.

De Revolutionaire Strijdkrachten van Colombia (Spaans: Fuerzas Armadas Revolucionarias de Colombia–Ejército del Pueblo, FARC of FARC-EP) was een communistische, revolutionaire en illegaal bewapende organisatie in Colombia van 1964 tot 2017. Ze werd aan het begin van de Colombiaanse Burgeroorlog in de periode 1964-1966 gesticht als de militaire vleugel van de Colombiaanse communistische partij en is daarmee de oudste guerrillagroep in Zuid-Amerika. Met een geschat aantal van 9.000 tot 15.000 leden, waarvan ongeveer 20 tot 30 procent jongeren onder de 18 jaar, was de FARC in 2005 aanwezig op 10 tot 15 procent van het Colombiaanse grondgebied, voornamelijk in de zuidoostelijke oerwouden en in de vlaktes aan de voet van de Andes.
In haar begindagen was de FARC een ideologische guerrillabeweging, maar de groep raakte in de jaren tachtig betrokken bij de illegale drugshandel, waarna een officiële afsplitsing van de communistische partij plaatsvond. De FARC creëerde daarop een nieuwe politieke structuur onder de naam "Clandestiene Colombiaanse Communistische Partij". De groepering wordt door de Colombiaanse regering, de VN, de Verenigde Staten en de EU beschouwd als een terroristische organisatie, omdat ze haar acties niet alleen tegen de regering voert, maar ook tegen burgers en infrastructuur. De FARC heeft banden met het Ejército de Liberación Nacional (ELN), eveneens uit Colombia met ongeveer 3.500 soldaten, de IRA en de Baskische afscheidingsbeweging ETA.
Naast drugshandel komt de FARC aan inkomsten door ontvoeringen van grootgrondbezitters en politici. De bekendste ontvoering was die van presidentskandidate Íngrid Betancourt, die in juli 2008, na zes jaar, werd bevrijd.

## Geschiedenis

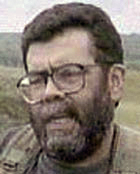
Alfonso Cano, opvolger van Marulanda totdat hij in november 2011 werd gedood door het Colombiaanse leger.

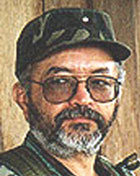
Tweede man en woordvoerder Raúl Reyes werd gedood op 29 februari 2008.

De FARC werd in 1964 opgericht. De organisatie kwam voort uit boerenzelfverdedigingsgroepen, die al vanaf de jaren veertig tijdens la Violencia streden tegen de conservatieve Colombiaanse regering. De FARC wilde de Colombiaanse liberaal-conservatieve regering ten gunste van een communistisch bestuur omverwerpen. De FARC noemt zich een politiek-militaire marxistisch-leninistisch organisatie, geïnspireerd op het bolivarisme. Het beweert, dat het de armen op het platteland vertegenwoordigt en is tegen de invloed van de Verenigde Staten op Colombia. Het zet zich voornamelijk af tegen het Plan Colombia, privatisering van natuurlijke bronnen en multinationals. Vanaf de oprichting waren grootgrondbezitters doelwit van ontvoeringen en afpersingen. Vanuit het platteland in het zuidoosten van Colombia werden vanaf eind jaren zestig moorden gepleegd en ontvoeringen en bomaanslagen uitgevoerd op overheidsdoelen en burgers. In de steden legden milicianos hinderlagen.
Tijdens de Koude Oorlog steunde de Sovjet-Unie de FARC, maar vanaf de jaren tachtig werd de drugshandel de belangrijkste inkomstenbron voor de FARC. De FARC voegde "-EP", Ejército del Pueblo, toe aan de naam tijdens de Zevende Guerrillaconferentie in 1982, waardoor men de verwachting uitte dat guerrilla vooruitgang zou boeken op conventionele militaire tactieken. President Andrés Pastrana sloot in 1998 een overeenkomst met de FARC. In ruil voor een gedemilitariseerde zone ter grootte van circa 42.000 km² bij de zuidelijke stad San Vicente del Kaguán zou de FARC een wapenstilstand aanvaarden. In 2002 zou een definitief vredesverdrag worden getekend, maar Manuel Marulanda van de FARC kwam niet opdagen. Pastrana gaf vervolgens opdracht de gedemilitariseerde zone, door de pers "Farcolandia" gedoopt, weer in te nemen. De FARC zegt dat het nog steeds open staat voor een oplossing voor het nationale conflict. Het staat er echter alleen voor open onder bepaalde condities, zo wil FARC dat sommige gebieden worden gedemilitariseerd en moeten alle gevangengenomen rebellen worden vrijgelaten. Zolang er niet aan deze condities wordt voldaan, zal FARC blijven strijden om de doelen van FARC te bereiken. Dit zou nodig zijn, omdat de Colombiaanse regering geweld gebruikt tegen de (ex-)leden van FARC, aanhangers van FARC en activisten van onder andere de socialistische Unión Patriótica.
President Álvaro Uribe, die in 2002 aantrad, staakte de onderhandelingen tussen de Colombiaanse regering en de FARC. Uribe trad hard op tegen de FARC en werd daarbij gesteund door een groot deel van de Colombiaanse bevolking: in februari 2008 protesteerden honderdduizenden burgers tegen de ontvoeringspraktijken van de FARC. De FARC is door de VN, Europa en de VS op de lijst van terreurorganisaties gezet, omdat zij al vele burgers heeft aangevallen, ontvoerd en vermoord. De FARC heeft altijd gevangenen vastgehouden, waarmee ze heeft geprobeerd gevangen FARC-leden vrij te krijgen. De FARC hield zowel politieke gevangenen als militairen gevangen. In totaal liep hun aantal in de honderden. Na bemiddeling van de Venezolaanse president Hugo Chávez liet de FARC begin 2008 zes ontvoerde politici los.
Gaandeweg nam de macht van de FARC af: er was in februari 2008 een massaal protest tegen de ontvoeringspraktijken van de FARC en in datzelfde jaar kwamen drie van de zeven hoogste FARC-leiders om het leven. Verder leken steeds meer FARC-rebellen zich over te geven.
Op 2 juli 2008 werd Íngrid Betancourt, samen met drie Amerikaanse gijzelaars en elf Colombiaanse militairen, door het Colombiaanse leger uit handen van de FARC bevrijd. Zij was op 23 februari 2002 in gijzeling genomen nadat zij als presidentskandidate tijdens de verkiezingen de dialoog had gezocht met de rebellen van FARC en had opgeroepen te stoppen met de gijzelingen. Op 5 februari 2009 liet de FARC haar laatste politieke gevangene, Sigifredo Lopez, vrij. Sigifredo Lopez was bijna zeven jaar gevangen geweest; op 18 juni 2007 werden elf andere gevangenen doodgeschoten. In maart 2009 werd de laatste buitenlandse ontvoerde vrijgelaten: de Zweed Erik Roland Larsson. De FARC hield op dat moment nog 22 militairen gevangenen vast en waarschijnlijk enkele honderden burgers voor wie losgeld werd geëist.
Op 26 februari 2011 maakte FARC bekend dat alle resterende gijzelaars zouden worden vrijgelaten. Daarbij zou buurland Brazilië worden geaccepteerd als bemiddelaar. De gevangenen zouden worden overgedragen aan de voorzitter van Asfamipaz, de beweging van familieleden van gijzelaars.
Begin 2012 startte het Colombiaanse leger, financieel gesteund door de Verenigde Staten, een nieuw en groots offensief tegen de FARC. Daarbij zei de regering al zeker 60 strijders te hebben gedood en enkelen te hebben gevangengenomen. De FARC zelf had aangekondigd te stoppen met het ontvoeren van militairen en politieagenten, maar doodde in maart 2012 nog 11 militairen.
In augustus 2012 kondigde de Colombiaanse regering aan vredesonderhandelingen te zullen beginnen met de FARC, nadat er verkennende gesprekken waren geweest. President Juan Manuel Santos zei evenwel niet van plan te zijn militaire operaties tegen de rebellengroep op een laag pitje te zetten. De onderhandelingen zijn in oktober van dat jaar begonnen in Noorwegen en werden later voortgezet in Cuba.
Na het vredesakkoord werd deze beweging omgevormd tot een nieuwe politieke partij.

## Organisatie en leden

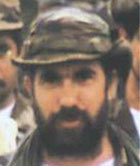
Rodrigo Londoño Echeverri, alias Timoleón Jiménez volgde de gedode Alfonso Cano op in november 2011

De FARC werd opgericht door Pedro Antonio Marín (alias Manuel Marulanda, alias Tirofijo - scherpschutter) en Luis Morantes (alias Jacobo Arenas). Morantes overleed in 1990. Op 26 maart 2008 stierf Manuel Marulanda een natuurlijke dood. Zijn opvolger was Guillermo León Sáenz Vargas, alias Alfonso Cano. Cano werd op 4 november 2011 door het Colombiaanse leger gedood. Cano werd in november 2011 opgevolgd door Timoleón Jiménez.
De FARC is georganiseerd volgens een militaire bevelstructuur waarbij het commando wordt gevoerd door zeven militairen, het zogeheten ‘secretariaat’. Het secretariaat is onderdeel van het Centrale Hoge Commando dat uit ongeveer dertig personen bestaat. Het secretariaat is verantwoordelijk voor alle belangrijke politieke en strategische beslissingen. De FARC is georganiseerd in ongeveer tachtig militaire eenheden.
Op 29 februari 2008 werd tweede man en woordvoerder Raúl Reyes gedood bij een actie van het Colombiaanse leger, net over de grens in Ecuador. Hij werd opgevolgd door Joaquin Gómez. Op 26 juli 2008 arresteerde de politie in Spanje Maria Remedios Garcia Albert, die de FARC-coördinator in Europa zou zijn. Informatie die naar de arrestatie leidde was afkomstig van de laptop van Raul Reyes. De 57-jarige vrouw heeft de Spaanse nationaliteit en had als dekmantel een baan bij een Colombiaanse hulporganisatie. Ze zorgde voor de financiën van de FARC in Europa en coördineerde Europese activiteiten van de rebellenbeweging. De aanhouding van de coördinator was een nieuwe klap voor de FARC. In september 2010 werd FARC-commandant Mono Jojoy bij een legeraanval op zijn kampement gedood.
De Colombiaanse radiozender Caracol meldde in december 2009 dat de FARC haar vrouwelijke leden niet toestaat kinderen te krijgen. Sara Morales, een ontvluchte FARC-strijder vertelde op de zender dat zwangere vrouwen abortus moeten plegen in een speciaal kamp.

### Tanja Nijmeijer
In september 2007 werd bekend dat de uit Nederland afkomstige Tanja Nijmeijer sinds 2002 is aangesloten bij de FARC. Nadat ze in 2001 en 2002, tijdens een verblijf in Colombia, geconfronteerd werd met de armoede, sloot ze zich onder de schuilnaam Eillen, Eileen of Ellen aan bij de FARC, waar ze tolk en vertaler werd. Ook nam ze deel aan gevechtshandelingen. In augustus 2007 werden bij een actie van het Colombiaanse leger haar dagboeken aangetroffen in het kamp waar Nijmeijer op dat moment verbleef.
Tegen Tanja Nijmeijer loopt een internationaal opsporingsbevel.

## Kindsoldaten
De FARC rekruteert, net zoals andere illegale partijen in het Colombiaanse conflict, regelmatig kinderen, soms al vanaf 8 jaar, als soldaten en informanten. Zij worden mentaal gebroken door ze te dwingen een gevangene of een ontrouw lid van de FARC te vermoorden en worden zelf slecht behandeld. Leden die zich vrijwillig hebben aangesloten zijn vaak op zoek naar een uitweg uit hun armoedige leven. Human Rights Watch schat dat FARC de meeste kindsoldaten van Colombia heeft. Een geschatte 20-30% (3000 ongeveer) van de strijders van FARC zou onder de 18 zijn, waarvan de meesten de leeftijd hebben van 12 jaar. Kinderen die proberen te vluchten worden gemarteld en vermoord. Het Vredestribunaal schat dat in totaal tot 2021 meer dan 18000 kinderen werden gerekruteerd.

## Onderhandelingen en vredesakkoorden
Op 25 augustus 2016 kondigde de Colombiaanse president Juan Manuel Santos aan dat er na vier jaar onderhandelen een vredesakkoord was bereikt met de FARC. Met het vredesakkoord zou een einde kunnen komen aan een conflict dat in de loop der jaren in totaal aan 220.000 mensen het leven kostte. Op 26 september van hetzelfde jaar werd het uiteindelijke akkoord getekend. Op 2 oktober 2016 werd er in Colombia een referendum gehouden over het vredesakkoord. Het akkoord werd met een minieme meerderheid van 50,21% van de stemmen verworpen.
Op 13 november 2016 werd bekend dat de Colombiaanse regering en FARC in Havana na negen dagen onderhandelen een nieuw vredesakkoord hadden bereikt. Het aangepaste akkoord, dat 310 pagina's telde, werd op 24 november door beide partijen ondertekend in de Colombiaanse hoofdstad Bogota.

## Hervatting strijd
Op 29 augustus 2019 zegt FARC-lid Iván Márquez in een 30 minuten durend filmpje op YouTube dat de gewapende strijd hervat zal worden, omdat de afspraken in het vredesakkoord niet worden nagekomen; oud-rebellen worden opgejaagd en gedood. Zo'n 3000 strijders zouden zijn verzameld en er wordt samenwerking gezocht met rebellengroep ELN.
Op 1 januari 2023 heeft de Colombiaanse regering onder president Gustavo Petro een staak-het-vuren bereikt met vijf gewapende groepen waaronder overblijfselen de FARC en de ELN. De wapenstilstand geldt zes maanden, maar kan met onderhandelingen worden verlengd.